# Chaetoseris hastata
Chaetoseris hastata là một loài thực vật có hoa trong họ Cúc. Loài này được (Wall. ex DC.) C.Shih mô tả khoa học đầu tiên năm 1991.